# Morro Reuter
Morro Reuter là một đô thị thuộc bang Rio Grande do Sul, Brasil. Đô thị này có diện tích 88,066 km², dân số năm 2007 là 5595 người, mật độ 63,53 người/km².